# Roberto Eduardo Viola
Roberto Eduardo Viola (ur. 13 października 1924 w Buenos Aires w Argentynie, zm. 30 września 1994 w Buenos Aires) – argentyński oficer wojskowy i członek junty wojskowej. Dyktator wojskowy, sprawujący władzę jako prezydent Argentyny od 29 marca do 11 grudnia 1981 roku w ramach Procesu Reorganizacji Narodowej (1976–1983).

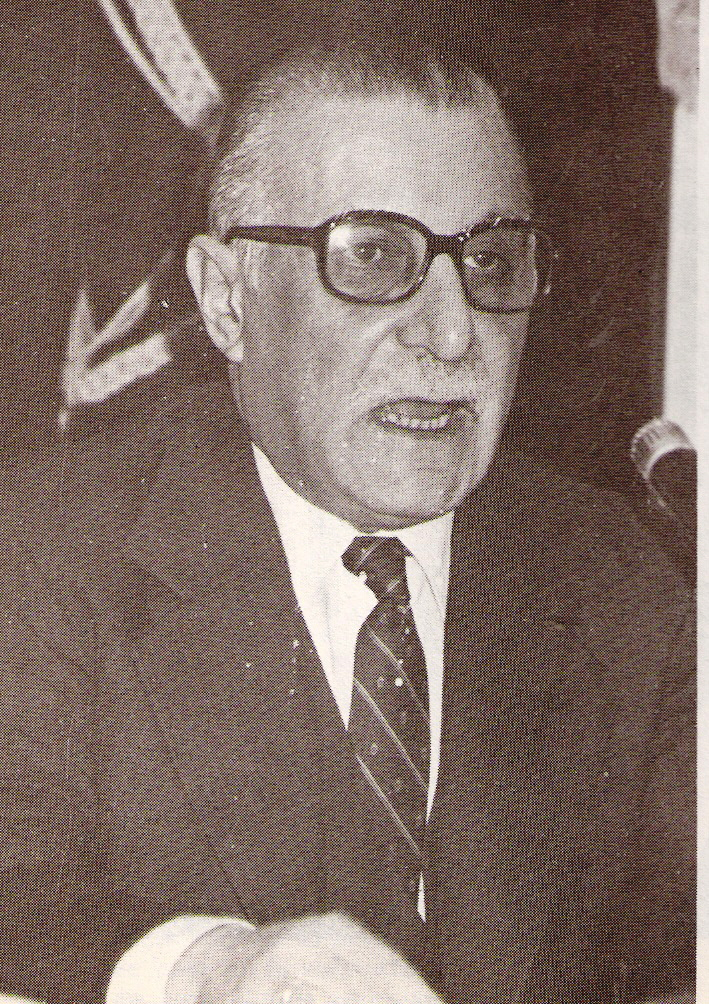

## Wczesne życie
Urodził się w ubogiej rodzinie włoskich imigrantów jako Roberto Eduardo Viola Prevedina w dniu 13 października 1924 roku. Był synem Ángela Violi i Maríi Prevedini. Ożenił się w 1947 roku z pochodzącą z prowincji Entre Ríos Nélidą Giorgio Valente (1926–2004), z którą miał dwoje dzieci – Silvię Nélidę (ur. 1949) i Roberta Eduarda (ur. 1954). Viola osiągał znaczne awanse począwszy od 1973 roku, kiedy został mianowany przez generała porucznika Leandra Anayę na stanowisko Sekretarza Generalnego Armii, które zajmował do maja 1975 roku. W sierpniu tego samego roku został mianowany przez generała porucznika Jorge Rafaela Videla na stanowisko Szefa Sztabu, z którego w 1976 roku brał udział w zamachu stanu skierowanego przeciwko Isabel Perón. 31 lipca 1978 roku Jorge Rafael Videla awansował go na stanowisko generała porucznika, przy czym on sam objął stanowisko Naczelnego Sił Zbrojnych Armii.

## Prezydentura
Roberto Eduardo Viola zastąpił Jorge Rafaela Videla na stanowisku prezydenta z powodu napięć, jakie miały miejsce w kierownictwie wojskowym, niezadowolonym z jego niezdolności do ustabilizowania sytuacji gospodarczej i załagodzenia niepokoju społecznego. Viola, zwolennik tzw. łagodnej linii, odsunął bezpośrednich współpracowników Videli i umożliwił powrót wielu politykom i urzędnikom na dawne urzędy publiczne w celu utrzymania się przy władzy do 1985 roku. Okoliczności pozwoliły Generalnej Konfederacji Pracy na wewnętrzną reorganizację i mobilizację pod kierownictwem związkowcy Saúla Ubaldiniego pomimo obowiązującego zakazu prawnego.
Środki gospodarcze Violi okazały się równie nieefektywne jak w przypadku jego poprzednika. Z powodu powtarzanej dewaluacji peso względem dolara, minister gospodarki José Alfredo Martínez de Hoz, urzędujący za rządu Videla, preferował zakup waluty; nawet oszczędzający pieniądze decydowali się na posiadanie obcej waluty, tym samym nie inwestując w gospodarkę kraju.
Nowy minister gospodarki, powołany przez Roberto Eduardo Violę Lorenzo Sigaut, utrzymywał, że „ci, którzy stawiają na dolara, stracą”. Wraz z jego powołaniem stało się jasne, że Sigaut (oraz jego protegowany Domingo Cavallo), szukają sposobu na odwrócenie polityki gospodarczej José Martíneza de Hoz. Kilka dni po objęciu stanowiska dokonał dewaluacji (peso do dolara) o 30 procent, która była desperacką próbą przyciągnięcia zagranicznych inwestycji. Inflacja w 1981 roku osiągnęła wartość 131% rok do roku.
Viola był skłonny do znormalizowania życia politycznego Argentyny. W lipcu 1981 roku zwolnił Isabel Perón z aresztu domowego, po czym ta udała się na emigrację do Hiszpanii.
Niepowodzenia związane ze sprawami gospodarczymi i perspektywami politycznymi rządu Violi doprowadziły do powołania Multipartidarii, ruchu składającego się z głównych partii politycznych, dążącego do przeprowadzenia wyborów. Śmierć Ricardo Balbína, który przez lata był liderem Radykalnej Unii Obywatelskiej, stworzyła okazję do publicznej demonstracji na rzecz demokracji.
W sobotę 21 listopada 1981 roku junta wojskowa oświadczyła, że Roberto Eduardo Viola nie jest w stanie wykonywać obowiązków Prezydenta Argentyny z powodu „problemów zdrowotnych”, w związku z czym zostały one przydzielone Ministrowi Spraw Wewnętrznych Horaciowi Liendo. 11 grudnia 1981 roku junta wojskowa zdecydowała o usunięciu Violi ze stanowiska prezydenta.
Junta wojskowa w 1981 roku przeżyła dwie zmiany, polegające na zmianie dowódców Sił Powietrznych oraz Sił Zbrojnych Argentyny. Pod koniec 1981 roku w skład junty wojskowej wchodzili m.in. generał porucznik Leopoldo Galtieri, dowódca Ejército Argentino od 28 grudnia 1978 roku i zwolennik tzw. twardej linii, admirał Jorge Anaya, dowódca Armada de la República Argentina od 11 września 1981 roku, oraz generał brygady Basilio Lami Dozo, który 17 grudnia 1981 roku został mianowany dowódcą Argentyńskich Sił Powietrznych. Zmiany dokonane w przywództwie wojskowym nie oznaczały jednak uelastycznienia argentyńskich sił zbrojnych względem sektora obywatelskiego.
Viola został odsunięty przez juntę wojskową od stanowiska prezydenta 11 grudnia 1981 roku pomimo tego, że ani razu nie przerwał operacji lub działań skierowanych przeciwko działalnościom wywrotowym. Został on zastąpiony przez wiceadmirała Carlosa Lacoste. 22 grudnia 1981 roku prezydentem Argentyny został Leopoldo Galtieri.
Niedługo po przejęciu władzy, Galtieri mianował Roberto Alemanna na stanowisko ministra finansów oraz przeprowadził operację zajęcia znajdujących się pod brytyjską administracją wysp Falklandów.

## Proces sądowy
Po upadku reżimu wojskowego i elekcji Raúla Alfonsína w 1983 roku, Viola został aresztowany i skazany na 17 lat pozbawienia wolności, dożywotnią utratę uprawnień do zasiadania na stanowiskach publicznych oraz utratę stopnia wojskowego za naruszenie praw człowieka w trakcie brudnej wojny. W trakcie pobytu w więzieniu stan zdrowia Violi uległ pogorszeniu. W 1990 roku Viola, wraz z ośmioma innymi członkami junty wojskowej, został ułaskawiony przez ówczesnego prezydenta Argentyny Carlosa Saúla Menema. Zmarł w 1994 roku w swoim domu, przed ponownym otwarciem sprawy sądowej przeciwko niemu. Został pochowany na cmentarzu La Chacarita.

## Edukacja
Viola był absolwentem szkoły Western Hemisphere Institute for Security Cooperation, znanej również jako School of the Americas (pol. Szkoła Ameryk), oraz Colegio Militar de la Nación.

## Życie prywatne
Roberto Eduardo Viola był wyznania rzymskokatolickiego. Wraz z żoną Nélidą Giorgio Valente miał trójkę dzieci.